# エンパイア シティ:1931
『エンパイア シティ:1931』 (EMPIRE CITY:1931) は、1986年に稼動開始されたアーケードゲーム。ジャンルはシューティングゲーム。セイブ開発が開発し、タイトーから販売された。
後に欧州では『Prohibition』のタイトルでAmstrad CPC、Atari ST、コモドール64、PC/AT互換機、Thomson TO8、ZX Spectrumなどの機種に移植され、日本国内では『マグナム危機一髪 エンパイアシティ - 1931』のタイトルでファミリーコンピュータ、MSXに移植。アーケード移植版は2022年にアーケードアーカイブスの1作品としてPlayStation 4版とNintendo Switch版が配信された。

## 概要
全8ラウンドのループゲーム。
8方向ジョイスティックと2ボタンでプレイヤーの照準を操作しながら敵を倒していく。ボタンはそれぞれ射撃と回避に割り当てられている。照準を画面端まで動かすことで、視点を上下左右にスクロールでき、左右は室内のラウンドを除きつながっている。
プレイヤーはゲーム開始時に弾丸を170発持っており、残り数はゲージとして画面の下部に表示されている。これは自身が攻撃したり、回避したり、接敵せずに放置するといった行動で減少する。ミスした場合は残り弾数がそのまま継承されるが、一定数以下の場合は補充される。
背景に配置された小箱を壊すとアイテムが出現する。弾を補充できたり、金塊が出現して撃つことでボーナス点数が入ったりする。一発のみの攻撃で敵を仕留めてクリアするとボーナスが入る他、逆に得点が一時的に奪われてしまうイベント（失敗するとそのまま没収）も発生する。
相手の発砲カウントが0になってプレイヤーが被弾するか、弾丸が無くなるとミスとなり、プレイヤーの残り人数を1失う。残り人数をすべて失うとゲームオーバー。
接敵（攻撃）・目標
敵は背景のどこかから現われる。各ステージで出現位置と順番は固定されている。画面外に現われることもあり、その場合は方向指示が表示されるので素早く照準を移動して探す必要がある。
視点が敵に接近し、敵がプレイヤーを撃とうとすると、画面右下に発砲までのカウントダウンが現れる。発砲カウントが0となりカウントの表示が消失する前に敵を撃つと倒すことができる。発砲カウントが0になるとその瞬間に敵がプレイヤーに向けて発砲し、被弾してミスになってしまう。敵は1発で倒せるが、倒れている途中に何発も撃つと撃ち込み点が入る。ラウンド内のすべての敵を倒すとラウンドクリアで、残り弾数に応じてボーナス点が入る。
女性を人質にとった敵も出現し、敵を撃つことで女性を救出できるが、女性を誤射すると減点されてしまう。こちらにも撃ち込み減点があり、画面から消えるまでに何発も女性を撃ってしまうとその分だけ減点される。
ラウンド8のクリア後、最終ボスを狙撃するシーンとなる。これは10カウント以内に一発で狙わないと即座にミスとなり、ラウンド8を最初からやり直しになる。
回避
敵の発砲に間に合わない場合は、回避ボタンを押すことによって、プレイヤーは回避行動をとることができる。回避行動はボタンを押してから約0.5秒継続し、この間は発砲カウントが0（カウント消失）になっても、弾を回避したことになりミスとならない。敵の発砲を回避するとカウントダウンは最初のカウントから繰り返し行われる。
回避行動をとると弾丸を2発ずつ消費するため、無限に回避し続けることはできない。また、回避行動中は画面全体に回避するプレイヤーの姿が表示されて画面の大部分が隠れるうえ、照準が特定の方向に勝手に動き、操作がきかなくなる。
マシンガンを撃ってくる敵もおり、これは回避しても発砲カウントが0の状態を維持するため、回避後はただちにカウント消失前に再び回避するか倒さないとすぐに被弾してしまう。
敵に接近しない場合は発砲のカウントダウンが始まらないが、この状態がしばらく続くと、敵に接近して発砲カウントが開始するまで、弾丸が1秒に1発ずつ減っていってしまう。
移植であるファミリーコンピュータ版は上下へのスクロールを除外した仕様。ループゲームではなく、ラウンドと併用して最終ラウンド毎に行動や被弾判定など対応が異なるボスが出現するステージ制を採用。ステージクリア毎にパスワードが表示され、全てのステージをクリアするとエンディングとなる。また、特定の部分で照準が反応する背景を攻撃すると、被弾を防ぐ防弾ジャケットを入手できる。

## 移植版
| No. | タイトル                                 | 発売日         | 対応機種                                                              | 開発元         | 発売元         | メディア                              | 型式              | 備考               |
| --- | ---------------------------------------- | -------------- | --------------------------------------------------------------------- | -------------- | -------------- | ------------------------------------- | ----------------- | ------------------ |
| 1   | Prohibition                              | 1987年         | Amstrad CPC Atari ST コモドール64 PC/AT互換機 Thomson TO8 ZX Spectrum | インフォグラム | インフォグラム | フロッピーディスク                    | -                 |                    |
| 2   | マグナム危機一髪 エンパイアシティ - 1931 | 1987年12月25日 | ファミリーコンピュータ                                                | I.S.I.         | 東芝EMI        | 1メガビット+64キロRAMロムカセット     | FS-2007G (TFS-MG) |                    |
| 3   | マグナム危機一髪 エンパイアシティ - 1931 | 1988年         | MSX                                                                   | I.S.I.         | 東芝EMI        | ロムカセット                          | PS-2024G          |                    |
| 4   | エンパイア シティ:1931                   | 2022年3月24日  | PlayStation 4 Nintendo Switch                                         | セイブ開発     | ハムスター     | ダウンロード (アーケードアーカイブス) | -                 | アーケード版の移植 |

## スタッフ
ファミリーコンピュータ版
- プロデュース：濱田均、M.KOYAMA、S.MUKAIMURA
- ディレクター：でぐちとしひこ、Y.NAKANISHI、Y.KANO
- プログラム：たかのたくみ、M.SEKINE、Y.KIMURA
- 音楽：浅倉大介
- スペシャル・サンクス：DAC

## 評価
ファミリーコンピュータ版
ゲーム誌『ファミリーコンピュータMagazine』の読者投票による「ゲーム通信簿」での評価は以下の通りとなっており、15.40点（満30点）となっている。
| 項目 | キャラクタ | 音楽 | 操作性 | 熱中度 | お買得度 | オリジナリティ | 総合  |
| 得点 | 2.69       | 2.46 | 2.70   | 2.47   | 2.33     | 2.75           | 15.40 |